# Gloria Amon Nikoi
Gloria Amon Nikoi, née le 6 juin 1927 et morte le 10 novembre 2010 à Washington[réf. nécessaire], est une femme politique ghanéenne.
Elle est la ministre des Affaires étrangères du Ghana entre le 26 juin et le 24 septembre 1979.